# Transfiguratiekathedraal (Chabarovsk)
De Transfiguratiekathedraal (Russisch: Спасо-Преображенский собор) is een Russisch-orthodoxe kathedraal in de, in het uiterste oosten van Rusland gelegen, stad Chabarovsk. De kathedraal staat op een hoge klif en biedt uitzicht op de rivier de Amoer.
De kerk is met een hoogte van 83 meter een van de hoogste kerken in Rusland, maar moet het afleggen tegen de kathedraal van Christus de Verlosser in Moskou en de Izaäkkathedraal in Sint-Petersburg. De plek waar de kerk staat werd door Zijne Heiligheid Alexis II zelf gekozen tijdens een helikoptervlucht boven Chabarovsk. Het gebouw is een gezamenlijk ontwerp van de architecten Joeri Zjivetjev, Nikolai Prokoedin en Evgenij Semjenov. De vergulde koepels van de kerk zijn in Oekraïense stijl. De kathedraal werd gebouwd in de jaren 2001-2003 en biedt plaats aan 3.000 gelovigen. De bouw werd mogelijk gemaakt door donaties van particulieren, organisaties en ondernemingen.